# Rufus (software)
Rufus és una aplicació portable, lliure i de codi obert per a Microsoft Windows que es pot usar per formatar i crear unitats flash USB d'arrencada o Live USB. Està desenvolupat per Pete Batard de Akeo Consulting.

## Història
Rufus es va dissenyar originalment com un reemplaçament més modern i de codi obert de "HP USB Disk Storage Format Tool for Windows", que s'usava principalment per crear unitats flash USB d'arrencada de DOS.
La primera versió oficial de Rufus, la versió 1.0.3 (les versions anteriors només eren internes / alfa), es va llançar l'11 de desembre de 2011, originalment només amb suport MS-DOS. La versió 1.0.4 va introduir el suport FreeDOS i la versió 1.1.0 va introduir el suport de imatge ISO. Fins a les versió 1.2.0, es van proporcionar dues versions separades, una per a MS-DOS i una altra per FreeDOS. El suport d'arrencada UEFI es va introduir amb la versió 1.3.2, localització amb 1.4.0 i Windows To Go amb 2.0, i l'última versió compatible amb Windows XP i Vista és la 2.18. Amb la versió 3.0 els canvis més importants són; el redisseny de la interfície d'usuari i el suport per ARM64 a UEFI: NTFS, amb la versió 3.5 es va introduir la descàrrega integrada de ISOs oficials de Windows 8.1 i Windows 10.

## Característiques
Rufus admet una varietat de fitxers .iso d'arrencada, incloses diverses distribucions Linux i fitxers .iso d'instal·lació de Windows, així com fitxers d'imatge de disc sense format (inclosos els comprimits). Si cal, instal·larà un carregador d'arrencada com SYSLINUX o GRUB en la unitat flash perquè pugui arrencar. També permet la instal·lació de MS-DOS o FreeDOS en una unitat flash, així com la creació de mitjans d'arrencada de Windows To Go. És compatible amb el format d'unitats flash com FAT, FAT32, NTFS, exFAT, UDF o sistemes de fitxers refs.
Rufus també es pot fer servir per calcular els hashes MD5, SHA-1 i SHA-256 d'una imatge seleccionada.